# Кошалинско-Колобжегска епархия
Кошалинско-Колобжегската епархия (на полски: Diecezja koszalińsko-kołobrzeska; на латински: Dioecesis Coslinensis-Colubregana) е административно-териториална единица на католическата църква в Полша, западен обред. Суфраганна епископия на Шчечинско-Каменската митрополия. Установена е на 28 юни 1972 година от папа Павел VI, като наследява епископската традиция на Колобжегската епархия, която съществува в периода 1000 – ок. 1015 г. Настоящата и територия е утвърдена на 25 март 1992 година с булата „Totus Tuus Poloniae Populus“ на папа Йоан-Павел II. Заема площ от 14 640 км2 и има 833 058 верни. Седалище на епископа е град Кошалин.

## Деканати
В състава на епархията влизат двадесет и четири деканата.
| - Деканат „Барвице“ - Деканат „Боболице“ - Деканат „Бялогард“ - Деканат „Валч“ - Деканат „Дарлово“ - Деканат „Дравско Поморске“ - Деканат „Гошчино“ - Деканат „Колобжег“ | - Деканат „Кошалин“ - Деканат „Мелно“ - Деканат „Мирославец“ - Деканат „Мястко“ - Деканат „Пѝла“ - Деканат „Полянув“ - Деканат „Полчин Здруй“ - Деканат „Славно“ | - Деканат „Слупск Всхуд“ - Деканат „Слупск Захуд“ - Деканат „Тшчянка“ - Деканат „Устка“ - Деканат „Чарне“ - Деканат „Швидвин“ - Деканат „Шчечинек“ - Деканат „Ястрове“ |